# Ghazaouet
Ghazaouet, o Ghazauet según otras transliteraciones al español, en su forma completa Yemaa el Ghazauet, es una ciudad situada en el noroeste de Argelia, en el vilayato de Tlemecén, cerca de la frontera marroquí y a unos cincuenta kilómetros al norte de la ciudad de Maghnia.
En época romana recibió el nombre de Ad Fratres, debido a los dos peñones de unos 25 metros de altura que se sitúan en su litoral. Fue bautizada Nemours en 1847 por los colonos franceses en honor de Luis de Orleáns, duque de Nemours.
El puerto pesquero de Ghazaouet fue durante mucho tiempo el más importante del país, cobrando fama mundial por sus sardinas y sus anchoas. En la ciudad funcionó hasta la independencia de Argelia la famosa conservera Papa Falcone. El puerto de la ciudad mantiene conexiones marítimas diarias con Almería, en España, que permiten el transporte de mercancías y pasajeros.

## Personas destacadas
- Jacques Spitz (1896-1963), escritor.
- Abdelkader Alloula, 1939-1994, dramaturgo.